# Temple Qixian
Le temple Qixian (chinois simplifié : 栖贤寺 ; chinois traditionnel : 棲賢寺 ; pinyin : Qīxián sì) est un temple bouddhiste tibétain situé dans l'ensemble des monastères bouddhiste de la vallée du Mont Wutai (classée au patrimoine mondial de l'UNESCO), sur le xian de Wutai, à Xinzhou, dans la province du Shanxi en République populaire de Chine.

## Histoire
Le temple a été construit à l'origine pendant le règne de l'empereur Kangxi (1662 – 1722) de la dynastie Qing (1644–1911). 
La légende dit que Tsangyang Gyatso, le 6e dalaï-lama, s'est rendu une fois dans ce temple, ainsi que Thubten Gyatso, le 13e dalaï-lama, pendant sa fuite de l'Expédition militaire britannique au Tibet (1903-1904).
Le temple a été ajouté à la liste des principaux temples bouddhistes tibétains en zone Han par le Conseil des affaires de l’État en 1983. Il comporte notamment une grotte de Guanyin (chinois : 观音洞), situé dans un pavillon, en haut d'un escalier à flanc de montagne.

## Architecture
Les principaux bâtiments existants comprennent la shanmen, pavillon Mahavira, pavillon de Guanyin et pavillon de méditation. 